# Dallara

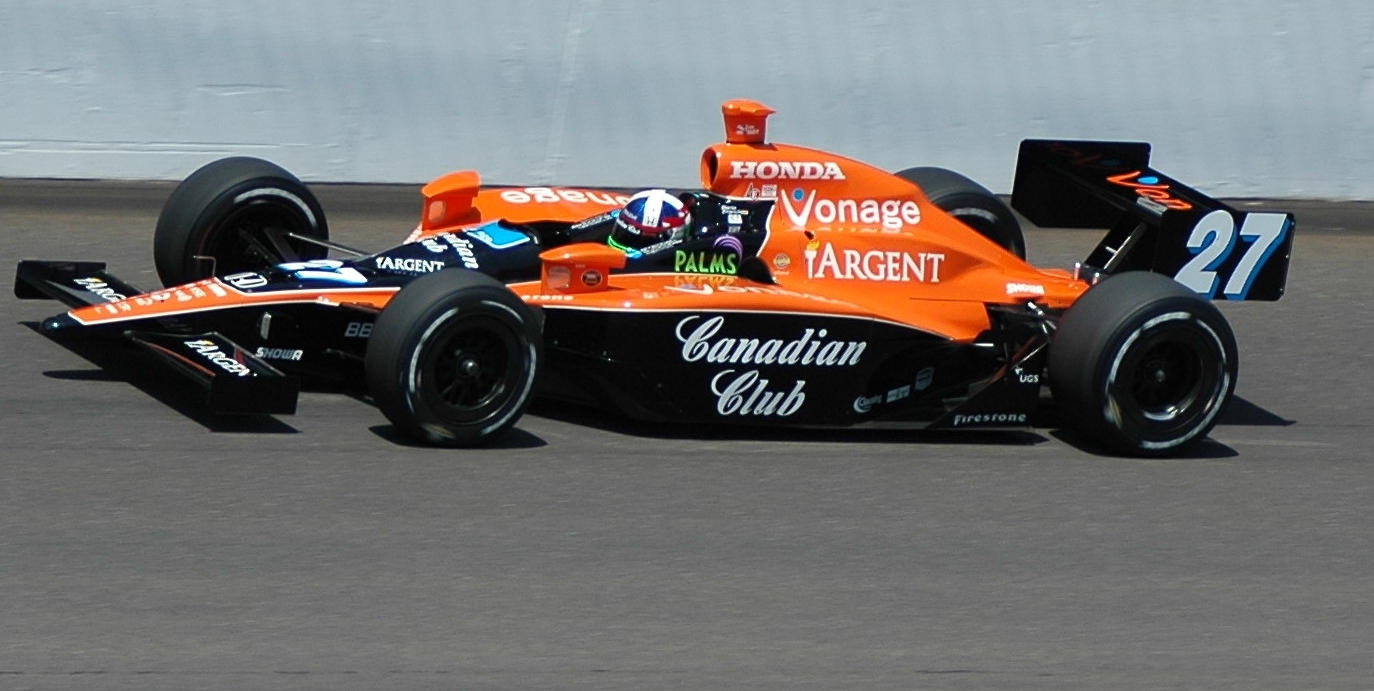
Dallara IR2 podczas treningów przed Indianapolis 500 w 2007 roku

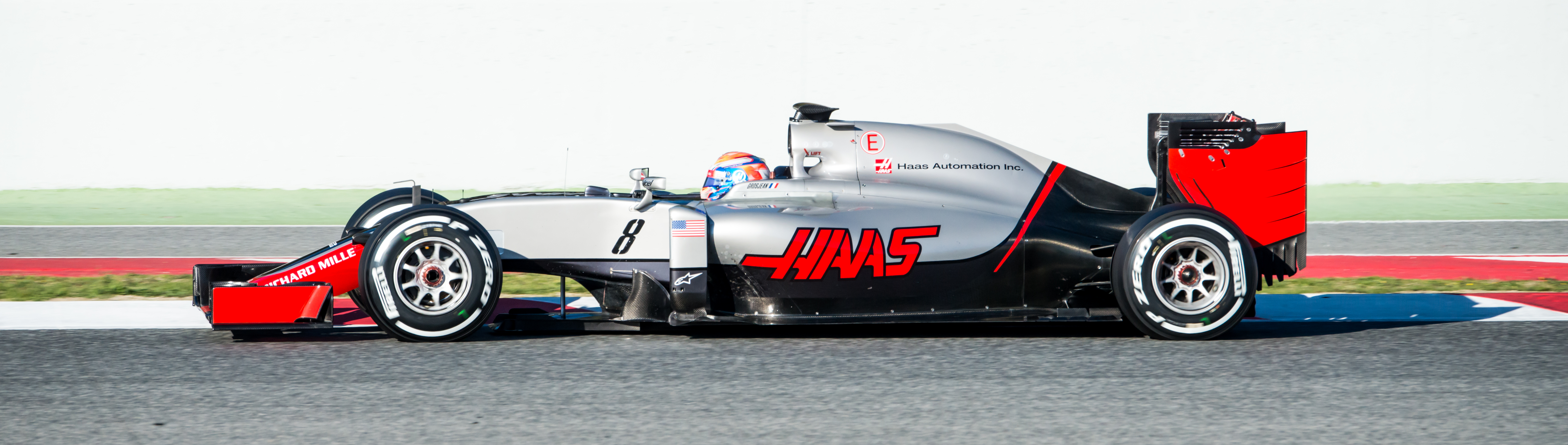
Bolid zespołu Haas F1 Team

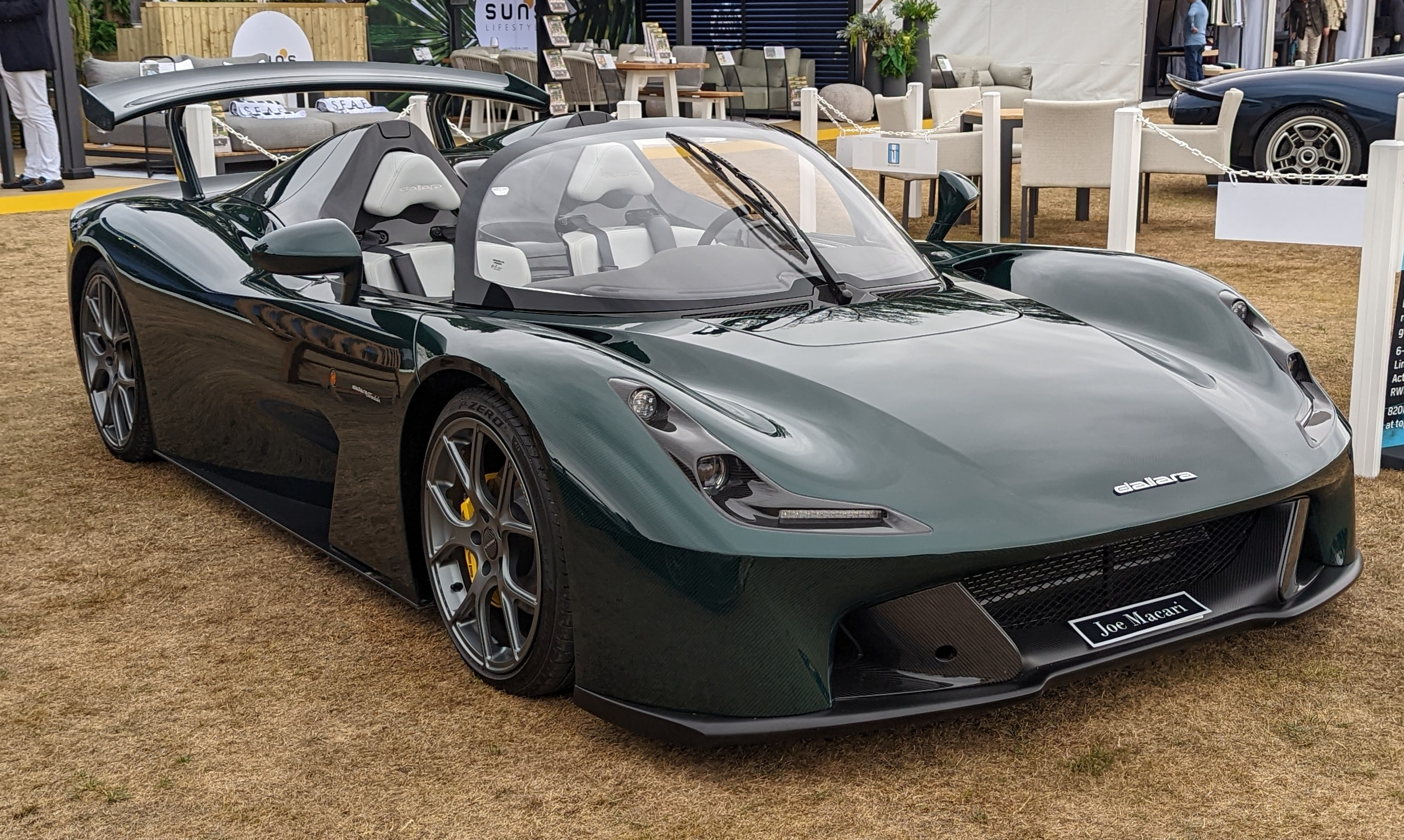
Dallara Stradale (2017)

Dallara – włoski producent nadwozi dla serii wyścigowych jak np. Formuły 3, Indy Racing League czy serii GP2, a także producent samochodów sportowych, założony w 1972 roku, z siedzibą w Varano de’ Melegari.

## Historia
Firmę Dallara założył Giampaolo Dallara w 1972 roku na przedmieściach włoskiej Parmy. Początkowo produkowano w niej nadwozia samochodów sportowych dla wyścigów torowych oraz górskich. W 1978 roku firma zaczęła startować we włoskiej Formule 3, gdzie zdominowała zawody od tego czasu. W latach 80. nadwozia Dallary na krótko pojawiły się także w Formule 3000.
W 1988 roku Dallara stała się konstruktorem bolidów Formuły 1, kiedy to otrzymała zamówienie od BMS Scuderia Italia na zbudowanie dla nich nadwozia. Dallara wróciła na krótko do Formuły 1 w 1999, gdy zbudowało testowe nadwozie dla Hondy. W 2009 roku Dallara podjęła współpracę z debiutującym w Formule 1 zespołem Hispania Racing F1 Team i zaprojektowała oraz wybudowała dla niego bolid na sezon 2010.
W 1993 zadebiutowała w Formule 3, gdzie dziś ma monopol na konstrukcje bolidów. W 2002 stała się wyłącznym dostawcą w World Series by Nissan, a później w World Series by Renault w 2004. W Serii GP2 jest jedynym dostawcą.
W sezonie 2016 Dallara nawiązała współpracę z zespołem Haas F1 Team, produkując dla nich nadwozia. W 2022 roku firma z kolei zaangażowała się w budowanie w pełni elektrycznych bolidów w ramach wyścigów Formuła E.

### Projekty samochodów
W 2007 roku opracowany został lekki samochód sportowy KTM X-Bow, który powstał w wyniku współpracy Dallara z austriacką firmą KTM. W rezultacie, w marcu 2008 roku podczas Geneva Motor Show miała miejsce prezentacja dwumiejscowego samochodu zbudowanego z włókien węglowych. W drugiej dekadzie XXI wieku z kolei Dallara podjęła się pierwszego w swojej historii projektu autorskiego, cywilnego samochodu sportowego. Z okazji 81. urodzin założyciela firmy skonstruowany został lekki roadster Dallara Stradale, którego premiera miała miejsce w 2017 roku.
W XXI wieku Dallara podjęła szereg współpracy na polu wsparcia w konstrukcji samochodów sportowych i wyścigowych dla takich firm jak Renault, Alfa Romeo, Bugatti, Maserati czy Lamborghini.

## Modele samochodów

### Obecnie produkowane
- Stradale